# Val Masino
Val Masino – miejscowość i gmina we Włoszech, w regionie Lombardia, w prowincji Sondrio.
Według danych na rok 2004 gminę zamieszkiwały 952 osoby, 8,2 os./km².